# 한국원자력환경공단 중저준위방사성폐기물 처분장
한국원자력환경공단 중저준위방사성폐기물 처분장은 대한민국 경주시 문무대왕면 봉길리에 있는 대한민국 유일의 중·저준위 방사성 폐기물 처분시설이다.

## 시설 정보
대한민국이 1978년 원자력 도입 이후 38년만에 처음 확보한 방사성 폐기물 처분시설이다. 2007년 11월 9일 착공하여 2014년 6월 계획된 1단계 시공 완료하였고, 2015년 8월 28일 완공식을 가졌다. 원자력 발전소 등에서 사용한 작업복, 장갑, 부품 등 방사선 함유량이 적은 중·저준위 폐기물을 처분한다. 약 210만m²면적에 지어졌으며, 규모는 200ℓ 드럼 기준으로 1단계 10만 드럼이며, 총 80만 드럼의 저장용량으로 계획되어 있다. 처분 방식은 동굴처분 방식이며 사용기간은 50년이다. 처분 시설의 입구는 수면에서 30m 높이에 있어 쓰나미에 안전하며, 폐기물이 저장되는 6기의 사일로는 진도 6.5의 강진에도 견딜 수 있게 설계하였다.

## 연혁
- 2005년 11월 : 방폐장 부지선정
- 2006년 1월 : 전원개발사업 예정구역지정고시
- 2007년 7월 : 전원개발사업실시계획 승인
- 2008년 7월 : 방폐장 건설, 운영 허가
- 2008년 8월 : 착공
- 2010년 1월 :  한국수력원자력에서 한국원자력환경공단으로 건설사업 이관
- 2009년 12월 : 시설 우선사용 승인 - 인수저장건물 우선사용 (교육과학기술부)
- 2010년 12월 : 건축물(지상지원시설) 사용 승인 (경주시)
- 2010년 12월 : 방폐물 최초 반입 (울진 방폐물 1,000드럼)
- 2014년 6월 : 시공 완료
- 2014년 7월 : 주설비공사 준공검사
- 2014년 12월 : 방폐장 사용 승인 (원자력안전위원회)
- 2015년 4월 : 한국원자력안전기술원의 최종 '처분적합성' 검사 통과

## 부지 선정 과정
고리, 한울, 한빛, 월성 원자력발전소와 한국원자력연구원 등의 임시저장시설이 포화상태에 임박하면서 대한민국 정부는 1986년부터 10여년간 영덕, 영월, 태안 안면도, 인천 굴업도 등지에 부지 확보를 시도했으나 주민 반대에 부딪혀 실패했다. 따라서 정부는 2000년대에 들어서 부지 선정을 유치 공모 방식으로 전환하고 양성자 가속기 등의 인센티브를 추가했다. 그 결과 2003년 7월 15일 전북 부안군 단독으로 유치 신청이 마감되었지만 부안군수가 주민들에게 폭행당하는 등 반대가 극심하여 부지 선정은 다시 원점으로 되돌아갔다.
부안 사태를 교훈삼아 정부는 사용후핵연료를 배제하고 중,저준위 폐기물 처분시설을 우선 건설하기로 결정하고 제 252회 임시국회에서 특별지원금 3000억원 지원, 한국수력원자력 본사 이전 등 파격적인 조건이 포함된 중,저준위 방사성 폐기물 처분시설의 유치지역 지원에 관한 특별법을 의결한다. 그 결과 경주, 군산, 영덕, 포항이 유치를 신청하였다. 2005년 11월 2일 주민투표 실시 결과 찬성률이 가장 높은 경주시로 유치가 확정되었다.
|        | 경주시 | 군산시 | 영덕군 | 포항시 |
| 투표율 | 70.8%  | 70.2%  | 80.2%  | 47.7%  |
| 찬성률 | 89.5%  | 84.4%  | 79.3%  | 67.5%  |

일부 시민단체에서는 주민투표에 위법이 있다며 헌법소원을 냈지만(주민투표소송 배제 사건) 기각되었다.

## 논란
경주 방폐장 부지에 단층이 존재하는 것을 사전에 인지, 설계와 시공에 안전조치가 이미 반영했으며, 문제가 된 활성단층은 기준을 놓고 환경단체와 한국원자력환경공단의 시각차이가 존재한다. 환경운동연합은 약 180만년 전부터 지금까지 1회 이상 단층운동 증거가 있는 단층을 활성단층으로 보고 있다. 반면 한국원자력환경공단은 미국 원자력규제위원회(NRC) 기준과 동일한 3만5000년 이내 1회 또는 50만년 이내 2회 이상 활동한 단층을 활성단층으로 보고 있다.

## 같이 보기
- 한국수력원자력
- 한국원자력환경공단
- 방사성 폐기물